# Ievoli Sun
La Ievoli Sun era una chimichiera noleggiata dall'armatore napoletano Domenico Ievoli.
Il 31 ottobre 2000 affondò approssimativamente a 9 miglia nautiche al largo delle Casquets, nella Manica, con un carico di 6.000 tonnellate (4.000 tonnellate di stirene, 1.000 tonnellate di triclorosilano e 1.000 tonnellate di alcool isopropilico) e 14 uomini di equipaggio. Il naufragio venne causato dal maltempo e dall'aver imbarcato acqua a prua, che riempì la stiva della baia dell'elica di prua; l'aumento di peso determinò uno sbandamento che peggiorò man mano che altri scompartimenti venivano allagati.
Il CROSS ricevette una chiamata di soccorso alle 04:30. Alle 07:17, un elicottero Super Frelon della marina francese partì per evacuare la petroliera con venti a 65 nodi; arrivò sulla scena dopo un'ora ed evacuò l'equipaggio in circa 40 minuti.
Il rimorchiatore Abeille Flandre, appena giunto in loco, iniziò a trainare la nave cisterna ad una velocità di 4 nodi verso la Normandia; la mattina del giorno dopo la Ievoli Sun affondò. L'avviso Lieutenant de vaisseau Lavallée e il dragamine Céphée vennero inviati in loco per appoggiare la Abeille Flandre e monitorare l'inquinamento: vennero rilevate solo piccole tracce di sostanze chimiche.